# Santa María Regla-i bazaltoszlopok
A Santa María Regla-i bazaltoszlopok és a rajtuk lezúduló vízesés a mexikói Hidalgo állam egyik kedvelt turisztikai látványossága. A mintegy 30 méter magas oszlopokat (más forrás szerint 50 m-esek) beválasztották Mexikó 13 természeti csodája közé.

## Elhelyezkedés

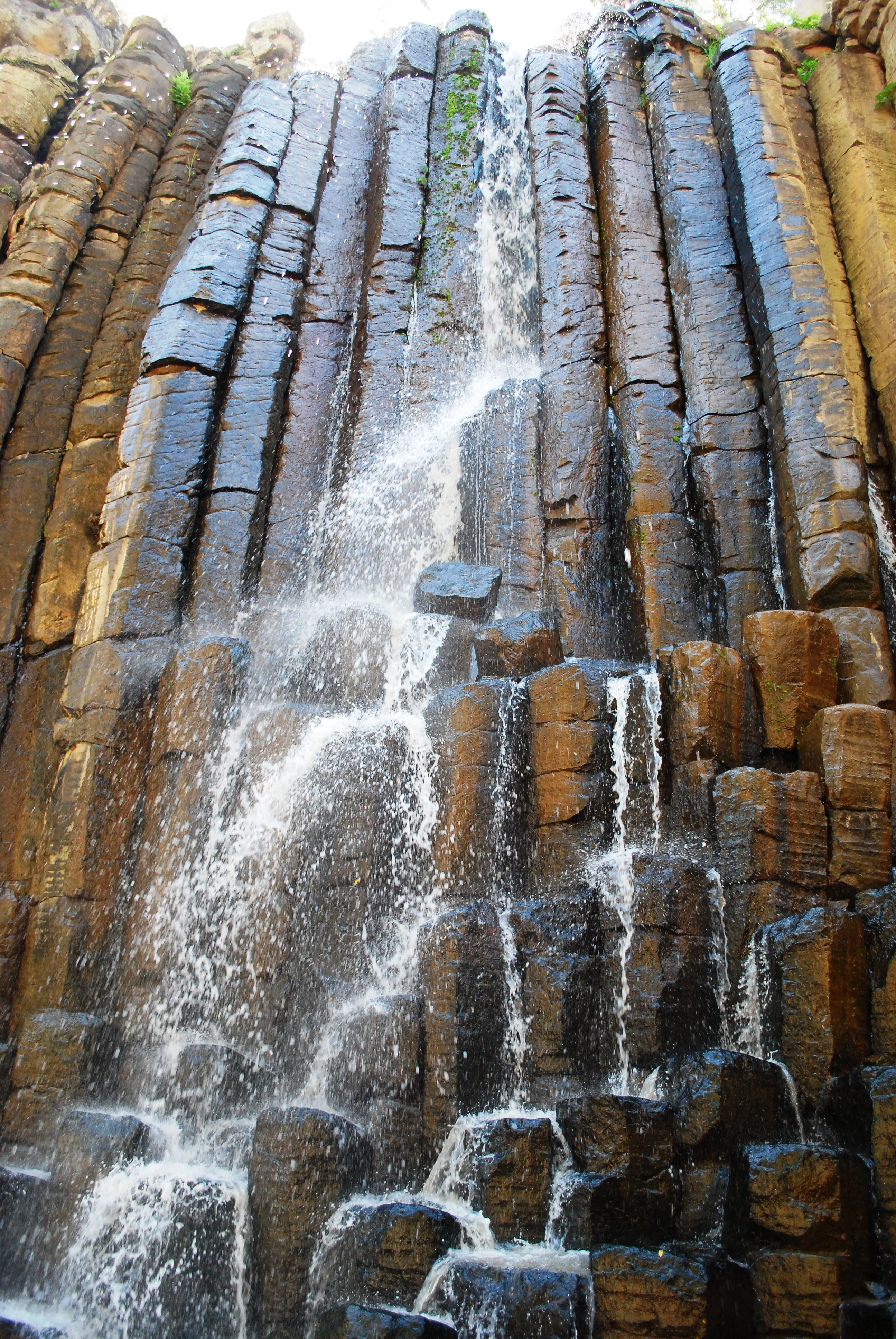
A bazaltoszlopok közelről

Az oszlopok Mexikó középső részén, Hidalgo állam keleti felén, Huasca de Ocampo község területén, Santa María Regla település mellett találhatók, a községközponttól északra mintegy 3 km-re. A délről, a tengerszint felett 2054 méterrel fekvő Presa San Antonio víztározóból érkező San Antonio Regla folyó víze zúdul le az oszlopokról az Alchoyola nevű szakadékba, majd északra folyik tovább.

## Turizmus
A vízesés környékét kiépítették úgy, hogy a látogatók kényelmesen megtekinthessék azt, a belépés azonban nem ingyenes. Egy híd épült a keskeny folyóvölgy fölé, ahonnan felülről is megcsodálható a látvány, a közelben pedig vendéglők, bárok, kempingek, sportpályák, játszóterek, gyalogos és lovas sétautak és kézművesüzletek is felépültek, és lehetőség van csónakázásra is a vízesés fölött épült víztározón.

## Történet
A bazaltoszlopok egy több millió évvel ezelőtti lávaömlés után keletkeztek az olvadt kőzet gyors lehűlésével. A 19. század elején Alexander von Humboldt is eljutott ide, és 1803-ban egy ceruzarajzot is készített a helyszínről. Ez a rajz jelenleg egy londoni múzeumban látható.